# ضفيرة وريدية مستقيمية
الضفيرة الوريدية المستقيمية (أو الضفيرة الباسورية) هي مجموعة أوردة تحيط المستقيم، وتتصل مع الضفيرة الوريدية المثانية من الأمام في الذكور، أو مع الضفيرة الرحمية المهبلية عند الإناث.
ينشأ خلال هذه الضفيرة اتصال وريدي بين الدوران البابي والدوران الجهازي.

## أجزاء الضفيرة
تتكون الضفيرة من جزئين، جزء غائر ويقع في الغشاء تحت المخاطي للمستقيم، وجزء خارجي يقع خارج الطبقة العضلية.

### الضفيرة الغائرة
الجزء الغائر (الضفيرة الغائرة) يكوّن مجموعة من الجيوب المتوسعة، والتي تترتب كدائرة حول القناة المستقيمية مباشرة فوق فتحة الشرج، وترتبط هذه الجيوب مع فروع وريدية مستعرضة.
تعرف الضفيرة الغائرة هذه في بعض المصادر الطبية باسم ضفيرة ايرفينج.

### الضفيرة الخارجية
- يقوم الجزء السفلي للضفيرة الخارجية بتصريف الدم عبر الأوردة المستقيمية السفلية إلى الوريد الفرجي الغائر.
- يقوم الجزء الأوسط للضفيرة الخارجية بتصريف الدم عبر الوريد المستقيمي السفلي والذي يقوم بالاتحاد مع الوريد الحرقفي الغائر.
- يقوم الجزء العلوي للضفيرة الخارجية بتصريف الدم عبر الوريد المستقيمي العلوي والذي يشكّل بداية الوريد المساريقي السفلي، والذي هو أحد روافد وريد الباب.

## دعم الضفيرة
الأوردة المتضمنة في الضفيرة المستقيمية محاطة بنسيج ضام، رخو جدًّا، ولذلك هي غير مدعومة بشكل كافٍ من الأجزء المحيطة بها، وتعتبر أقل قابلية لمقاومة ارتفاع ضغط الدم.